# Velikopoljska
Velikopoljska (poljsko  Wielkopolska, nemško Großpolen, latinsko Polonia Maior) je bila zgodovinska regija v zahodni osrednji Poljski. Glavno in največje mesto je Poznanj, drugo in najstarejše mesto na Poljskem pa Kalisz.
Meje Velikopoljske so se skozi zgodovino nekoliko spreminjale. Od srednjega veka je bila razdeljena na Poznanjsko in Kališko vojvodstvo. V širšem smislu je obsegala tudi vojvodstva Sieradz, Łęczyca, Brześć Kujawski in Inowrocław, ki so bila bolj vzhodno. Po delitvah Poljske ob koncu 18. stoletja je bila Velikopoljska vključena v Prusijo kot Veliko vojvodstvo Posen. Regija v pravem pomenu besede približno sovpada z današnjim Velikopoljskim vojvodstvom (Województwo Wielkopolskie).
Tako kot zgodovinske regije Pomorjansko, Šlezija, Mazovija ali Malopoljska ima tudi Velikopoljska regija svoje značilne narodne noše, arhitekturo, kuhinjo, narečje in druge običaje, ki se razlikujejo od drugih delov Poljske.

## Ime
Ker je bila Velikopoljska poselitveno območje Poljanov in jedro zgodnje poljske države, se je včasih imenovala preprosto "Poljska" (latinsko Polonia). Kot Velikopoljska je bila prvič omenjena z latinskim imenom Polonia Maior leta 1257, s poljskim imenom pa v izrazu "w Wielkej Polszcze" leta 1449. Prvotni pomen imena  je bil "Starejša Poljska" v nasprotju z Malopoljsko (poljsko Małopolska, latinsko Polonia Minor), regijo v jugovzhodni Poljski s prestolnico Krakov, ki je kasneje postal glavno središče države.

## Geografija
Velikopoljska obsega velik del porečja reke Warte in njeni pritokov, vključno z reko Noteć. Pokrajina se razlikuje od Malopoljske z nižinsko pokrajino in od Mazovije po  številnih jezerih. V strogem pomenu imena pokriva površino približno 33.000 kvadratnih kilometrov in ima 3,5 milijona prebivalcev. V širšem smislu ima skoraj 60.000 kvadratnih kilometrov in 7 milijonov prebivalcev.
Glavna metropola regije je Poznanj na reki Warti in blizu središča regije. Druga velika mesta so Kalisz na jugovzhodu, Konin na vzhodu, Piła na severu, Ostrów Wielkopolskito na jugovzhodu, Gniezno (najzgodnejša prestolnica Poljske) na severovzhodu in Leszno na jugozahodu.
Območje gozdov in jezer južno od Poznanja  s površino 75,84 kvadratnih kilometrov je Velikopoljski narodni park (Wielkopolski Park Narodowy), ustanovljen leta 1957. Regija vključuje tudi del narodnega parka Drawa in več drugih krajinskih parkov. Krajinski park Rogalin je na primer znan po približno 2000 monumentalnih hrastovih drevesih, ki rastejo med številnimi jezeri na poplavni ravnici reke Warte.

## Zgodovina
Velikopoljska je v  10. stoletju tvorila srce zgodnje poljske države, zato jo včasih imenujejo "zibelka Poljske". Poznanj in Gniezno sta bili zgodnji središči kraljeve oblasti, po opustošenju regije zaradi poganskega upora v 1030. letih  in invaziji Břetislava I. Češkega leta 1038 je Kazimir I. Obnovitelj prestolnico preselil iz Gniezna v Krakov.
V oporoki Boleslava III. Krivoustega, ki je pomenila začek obdobja razdrobljenosti Poljske (1138–1320), je bil zahodni del Velikopoljske, vključno s Poznanjem,  podeljen Mješku III. Staremu. Vzhodni del z Gnieznom in Kaliszem je bil del Krakovskega vojvodstva, ki ga je dobil Vladislav II. Izgnanec. Večino obdobja sta bila oba dela pod enim samim vladarjem in bila znana kot Vojvodina Velikopoljska, čeprav so vojvodinam Poznań, Gniezno, Kalisz in Ujście včasih  vladali različni vojvode. Regija je leta 1314 prišla pod oblast Vladislava I. in tako postala del ponovno združene Poljske. Vladislav I. je bill leta 1320 okronan za poljskega kralja.
V ponovno združenem kraljestvu in pozneje v poljsko-litovski skupni Republiki obeh narodov  je bila država razdeljena na upravne enote, imenovane vojvodstva. V Velikopoljski sta bili vojvodstvi Poznanj in Kalisz. V Republiki obeh narodov so bile tudi večje upravne enote province (poljsko prowincja), od katerih se je ena imenovala Velikopoljska. Slednja je razen Velikopoljske obsegala tudi Mazovijo in  Kraljevo Prusijo. 
Delitev kronske Poljske na Velikopoljsko in Malopoljsko, ima svoje korenine v Statutih Kazimirja Velikega iz let 1346–1362, v katerih so bili zakoni severnega dela države – Velikopoljske, kodificirani v Piotrkówskem statutu, zakoni Malopoljske pa v ločenem Wiśliškem statutu.
Leta 1768 je bilo iz severnega dela vojvodstva Kalisz ustanovljeno novo vojvodstvo Gniezno, z delitvami Poljske pa so nastale bolj daljnosežne spremembe. V prvi delitvi (1772) je dele Velikopoljske severno od reke Noteć (nemško Netze) prevzela Prusija in jih vključila v okrožje Netze. V drugi delitvi (1793) je celotno Velikopoljsko prevzela Prusija in jo vključila v provinco Južna Prusija. Tako je ostalo tudi po prvi velikopoljski vstaji (1794), delu neuspele Kościuszkove vstaje, usmerjene predvsem proti Rusiji.
Uspešnejša je bila velikopoljska vstaja leta 1806, ki je privedla do tega, da je regija postala del Napoleonove vojvodine Varšave z departmajem Poznanj in deli departmajev Kalisz in Bydgoszcz. Po Dunajskem kongresu leta 1815 je bila  Velikopoljska ponovno razdeljena. Zahodni del, vključno s Poznanjem, je pripadel Prusiji. Vzhodni del, vključno s Kaliszem, je bil vključen v Kraljevino Poljsko pod ruskim nadzorom, kjer je do leta 1837 tvoril vojvodstvo Kalisz, nato gubernijo Kalisz, med letoma 1844 in 1867 združeno v Varšavsko gubernijo.
Znotraj Pruskega cesarstva je zahodna Velikopoljska postala Veliko vojvodstvo Posen (Poznań), ki je teoretično imelo nekaj avtonomije. Po neuspešnem uporu leta 1846 in obsežnejšem, a ponovno  neuspešnem uporu leta 1848 v času pomladi narodov, je Veliko vojvodstvo nadomestila provinca Posen. Oblasti so si prizadevale za germanizacijo regije, zlasti po ustanovitvi Nemčije leta 1871. Od leta 1886 je Pruska naselitvena komisija intenzivno kupovala zemljišča na nekdanjih poljskih območjih.
Po koncu prve svetovne vojne je velikopoljska vstaja (1918–1919) zagotovila, da je bila večina regije vključena v novo neodvisno poljsko državo, in tvorila večino Poznanjskega vojvodstva (1921–1939). Severni in nekateri zahodni deli Velikopoljske so ostali v Nemčiji, kjer so tvorili večji del province Posen-Zahodna Prusija (1922–1938), katere glavno mesto je bil Schneidemühl (Piła). Poljska država je uvedla protinemško politiko in posnemala preteklo germanizacijsko politiko Prusije, da bi spodkopala nemško manjšino v regiji.
Po nemški invaziji leta 1939 je bila Velikopoljska vključena v nacistično Nemčijo in postala provinca Reichsgau Posen, kasneje Reichsgau Wartheland (Warthe je nemško ime reke Warta). Poljsko in judovsko prebivalstvo so nacisti označili za podčloveško in predmet organiziranega genocida, ki je vključeval množične pomore in etnično čiščenje. Številne nekdanje uradnike in druge, ki so jih nacisti imeli za potencialne sovražnike, so zaprli ali usmrtili, tudi v razvpitem koncentracijskem  taborišču Trdnjava VII. v Poznanju. Poznanj je bil v zadnji fazi vojne razglašen za trdnjavo (Festung). Sovjetska Rdeča armada ga zavzela v bitki za Poznanj, ki se je končala 22. februarja 1945.
Po drugi svetovni vojni je bila Velikopoljska v celoti vključena v Poljsko ljudsko republiko kot Poznanjsko vojvodstvo. Z reformami leta 1975 je bilo vojvodstvo  razdeljeno na manjše enote: vojvodstva Kalisz, Konin, Leszno in Piła ter manjše vojvodstvo Poznanj. Današnje Velikopoljsko vojvodstvo, ponovno s Poznanjem kot glavnim mestom, je bilo ustanovljeno leta 1999.

## Največja mesta
V naslednji preglednici so prikazana mesta z več kot 25.000 prebivalci.
|     | Mesto               | Število prebivalcev (2015) | Vojvodstvo leta 1750 | Vojvodstvo eta 2016 | Drugi podatki                                                                               |
| --- | ------------------- | -------------------------- | -------------------- | ------------------- | ------------------------------------------------------------------------------------------- |
| 1.  | Poznanj             | 548.028                    | Poznanj              | Velikopoljska       | Bivša prestolnica Poljske, bivše kraljevo mesto, zgodovinska prestolnica Velikopoljske.     |
| 2.  | Kalisz              | 103.997                    | Kalisz               | Velikopoljska       | Bivše kraljevo mesto, bivša prestolnica vojvodstva, zgodovinsko glavno mesto Velikopoljske. |
| 3.  | Konin               | 77.224                     | Kalisz               | Velikopoljska       | Bivše kraljevo mesto.                                                                       |
| 4.  | Piła                | 74.609                     | Poznanj              | Velikopoljska       | Bivše kraljevo mesto.                                                                       |
| 5.  | Ostrów Wielkopolski | 72.890                     | Kalisz               | Velikopoljska       | Bivše zasebno mesto družine Przebendowski.                                                  |
| 6.  | Gniezno             | 69.883                     | Kalisz               | Velikopoljska       | Bivša prestolnica Poljske, bivše kraljevo mesto, cerkvena prestolnica Poljske.              |
| 7.  | Leszno              | 64.589                     | Poznań               | Velikopoljska       | Bivše zasebno mesto družine Leszczyński.                                                    |
| 8.  | Swarzędz            | 31.084                     | Poznań               | Velikopoljska       | Bivše zasebno mesto družine Grudziński, del širšega mestnega področja Poznanja.             |
| 9.  | Luboń               | 30.676                     | Poznań               | Velikopoljska       | Del širšega mestnega področja Poznanja.                                                     |
| 10. | Śrem                | 30.152                     | Poznań               | Velikopoljska       | Bivše kraljevo mesto.                                                                       |
| 11. | Września            | 29.552                     | Kalisz               | Velikopoljska       |                                                                                             |
| 12. | Krotoszyn           | 29.397                     | Kalisz               | Velikopoljska       | Bivše zasebno mesto.                                                                        |
| 13. | Jarocin             | 26.311                     | Kalisz               | Velikopoljska       |                                                                                             |
| 14. | Wałcz               | 26.231                     | Poznań               | Zahodno Pomorjansko | Bivše kraljevo mesto.                                                                       |
| 15. | Wągrowiec           | 25.178                     | Kalisz               | Velikopoljska       |                                                                                             |

- Poznanjska mestna hiša
- Palača družine Raczyński v Rogalinu z Rogalinskim krajinskim parkom
- Stolnica v Gnieznu
- Kališka mestna hiša
- Lesenska mestna hiša
- Marijansko svetišče v Licheńu pri Koninu